# Pterophorus volgensis
Pterophorus volgensis is een vlinder uit de familie vedermotten (Pterophoridae). De wetenschappelijke naam is voor het eerst geldig gepubliceerd in 1862 door Moschler.
De soort komt voor in Europa.